# Аврелий Регин
Аврелий Регин (лат. Aurelius Reginus) — римский политический деятель первой половины IV века.
О происхождении Регина ничего неизвестно. Между 300 и 302 годом он занимал должность презида (наместника) египетской провинции Фиваида. Возможно, его следует идентифицировать с командиром III Августова легиона Аврелием Регином, который дислоцировался в Нумидии. Если это верно, то в таком случае это произошло раньше, чем Регин был наместником.